# Oroplexia albiflexura
Oroplexia albiflexura är en fjärilsart som beskrevs av Walker 1857. Oroplexia albiflexura ingår i släktet Oroplexia och familjen nattflyn. Inga underarter finns listade i Catalogue of Life.